# Primča vas
Primča vas – wieś w Słowenii, w gminie Ivančna Gorica. W 2018 roku liczyła 71 mieszkańców.